# Roščino (Territorio del Litorale)
Roščino (in russo Ро́щино?) è un villaggio dell'Estremo Oriente russo (Territorio del Litorale). Si trova nel distretto Krasnoarmejskij.
Situato sulla riva sinistra del fiume Bol'šaja Ussurka. La distanza da Novopokrovka, centro amministrativo del distretto è di 31 km.